# Herpyllobius polynoes
Herpyllobius polynoes är en kräftdjursart som först beskrevs av Henrik Nikolai Krøyer 1863.  Herpyllobius polynoes ingår i släktet Herpyllobius och familjen Herpyllobiidae. Arten är reproducerande i Sverige. Inga underarter finns listade i Catalogue of Life.